# Starbreeze
Starbreeze AB är en svensk datorspelsutvecklare belägen i Stockholm, från demogruppen Triton. Bolaget utvecklar dator- och TV-spel i partnerskap med internationella spelförläggare och i egen regi. De är mest kända för spelet The Chronicles of Riddick: Escape from Butcher Bay, som är ett spel baserat på filmen Chronicles of Riddick, samt för förstapersonsshootern Payday. Starbreeze är ett publikt aktiebolag vars aktier handlas på Stockholmsbörsens Small Cap-lista.

## Historia
Bolaget grundades under namnet O3 Games i Östhammar 1998 och flyttade till Uppsala 1999. O3 Games noterades under ledning av dåvarande VD Lars Hagelin på Aktietorget som ett publikt bolag den 24 juli 2000. I augusti 2000 förvärvade O3 Games Starbreeze Studios, (vilka då var baserade i Härnösand). Starbreeze Studios bestod vid denna tidpunkt av 8 anställda med bland andra programmeraren Magnus Högdahl och musikern Gustaf Grefberg i spetsen. Ordinarie bolagsstämma år 2002 beslutade att ändra O3 Games firmanamn till Starbreeze AB.  
I maj 2007 utsågs Starbreeze till Nordens främsta spelutvecklare av tidningen Metro. 
Magnus Högdahl var även upphovsman och den drivande kraften bakom det välkända men ej utkomna kampsportsspelet Into the Shadows, vilket utvecklades för PC/DOS under tidigt 1990-tal. Spelet skulle ges ut av spelförlaget Scavenger, som kom på obestånd innan spelet hann bli klart. I början av juli 2009 lämnade Magnus Högdahl styrelsen och sin anställning hos Starbreeze av personliga skäl (det visade sig senare att Magnus slutade för att starta bolaget Machine Games, även det beläget i Uppsala). Rollen som teknisk chef har sedan dess Magnus Auvinen som också jobbat i företaget sedan grundandet 1998.
Den 19 april 2012 annonserade Starbreeze Studios att de hade för avsikt att förvärva Stockholmsbaserade Overkill Software, utvecklare av Payday: The Heist, till en kostnad av 200 miljoner nyemitterade aktier. Förvärvet fullbordades 21 juni samma år. Starbreeze var den förvärvande parten, men affären hade mer karaktären av ett omvänt förvärv. I slutet av 2012 inleddes avvecklingen av Uppsala-kontoret där delar av personalen flyttade till Overkill Software i Stockholm. Flytten blev klar under våren 2013.

### Tre olika Starbreeze
Starbreeze AB med organisationsnummer 556551-8932 är moderbolaget, som tidigare hette O3 Games AB. Företagets historia kan delas in i tre perioder:
O3 Games grundades 1998 och gjorde något mindre produktioner, där spelet The Outforce lanserades.
När O3 Games förvärvade Starbreeze Studios år 2000 tillfördes bolaget en stor utvecklingskompetens och företaget började göra stora produktioner. Det var starten på en stor expansion vad gäller antal anställda. O3 Games AB bytte namn till Starbreeze AB.
När Starbreeze AB förvärvade Overkill Software år 2012 avvecklades större delen av Starbreeze tidigare verksamhet och ersattes av Overkill Softwares verksamhet, med mindre produktioner och stort fokus på distribution via de nya online-kanaler som vuxit fram.

### Overkill'sThe Walking Dead& Bo Anderson Klint lämnar företaget
Vid uppvisandet av Starbreeze då ännu osläppta spel Overkill's The Walking Dead på E3 2018 fick spelet ta emot hård kritik för sin utdaterade grafik. Trots att spelet ändå fick bra recensioner av de som spelade under mässans gång, så var konsensus på internet att spelet var en flopp. Aktien föll 40 % på bara ett fåtal dagar, och Starbreeze gick ut med ett allmänt meddelande i en Reddit Q&A att spelet fortfarande var en betaversion.
Vid lanseringen i november togs spelet emot med blandade recensioner, och Starbreeze erkänner att försäljningssiffrorna var ljumna i förhållande till förväntningarna. Aktievärdet fortsatte därefter att gå ner kraftigt, och den 3 december 2018, knappt en månad efter OTWD:s lansering, medgav företaget i ett pressmeddelande att ledningen och Bo Andersson Klint kommit överens om att Bo Andersson skall lämna sin post som VD på Starbreeze. Posten togs över av Mikael Nermark, vice VD. Bolaget ansökte om företagsrekonstruktion hos Stockholms tingsrätt den 3 december. Idag leds bolaget av Tobias Sjögren, som tidigare kommer från den svenska utvecklaren Paradox Interactive.

## Ludografi
| Namn                                               | År   | Plattform                                        |
| -------------------------------------------------- | ---- | ------------------------------------------------ |
| The Outforce:11                                    | 2000 | Windows                                          |
| Enclave:11                                         | 2003 | Windows, Xbox                                    |
| Knights of the Temple:11                           | 2004 | Nintendo Gamecube, Playstation 2, Windows, Xbox  |
| The Chronicles of Riddick: Escape from Butcher Bay | 2004 | Windows, Xbox                                    |
| The Darkness                                       | 2007 | Playstation 3, Xbox 360                          |
| The Chronicles of Riddick: Assault on Dark Athena  | 2009 | PlayStation 3, Windows, Xbox 360                 |
| Payday: The Heist                                  | 2011 | PlayStation 3, Windows                           |
| Syndicate                                          | 2012 | PlayStation 3, Windows , Xbox 360                |
| Brothers: A Tale of Two Sons                       | 2013 | PlayStation 3, Windows, Xbox 360                 |
| Payday 2                                           | 2013 | PlayStation 3, Playstation 4, Windows , Xbox 360 |
| Payday 2: Crimewave edition                        | 2015 | PlayStation 4, Xbox One                          |
| Payday 2: The Big Score                            | 2016 | Nintendo Switch                                  |
| Payday 2: Switch                                   | 2016 | PlayStation 4, Xbox One                          |
| Overkill's The Walking Dead                        | 2018 | Playstation 4, Windows, Xbox 360                 |
| Payday Crime War                                   | 2018 | Mobile                                           |
| Geminose                                           | 2018 | Nintendo Switch                                  |
| Project Crossfire                                  | 2019 | Windows                                          |
| Storm                                              | 2019 | Windows                                          |
| Payday 3                                           | 2023 | Windows, Playstation 5, Xbox Series S/X          |

### Utgivna spel
| 2016 | Dead by Daylight     | Behaviour Interactive            | Ja | Ja  | Ja  |
| 2017 | John Wick Chronicles | GamecoStudios, Grab              | Ja | Nej | Nej |
| 2017 | Antisphere           | Soap Interactive, Lion Game Lion | Ja | Nej | Nej |
| 2017 | Raid: World War II   | Lion Game Lion                   | Ja | Ja  | Ja  |
| 2018 | Inked                | Somnium Games                    | Ja | Nej | Nej |
| 2019 | Psychonauts 2        | Double Fine Productions          | Ja | Ja  | Ja  |
| TBA  | System Shock 3       | OtherSide Entertainment          | Ja | TBA | TBA |
| TBA  | Deliver Us The Moon  | KeokeN Interactive's             | Ja | TBA | TBA |
| TBA  | 10 Crowns            | Mohawk                           | Ja | TBA | TBA |